# Hélio Coutinho
Hélio Coutinho Correia de Oliveira, ou apenas Hélio Coutinho, (Nazaré da Mata, 6 de abril de 1910 – Rio de Janeiro, 20 de maio de 1981) foi um agropecuarista e político brasileiro, outrora senador e deputado federal por Pernambuco.

## Dados biográficos
Filho de Joaquim Jones Correia de Oliveira e Maria Dolores de Morais Coutinho. Dedicado à criação de gado e ao cultivo da cana-de-açúcar, foi vereador e diretor do Banco Popular em sua cidade natal. diretor do porto do Recife, fundou e dirigiu a Cooperativa Central de Bangüezeiros e Fornecedores de Cana de Pernambuco, além de dirigir a Associação Comercial do Estado e ter sido secretário da Agricultura e Comércio na interventoria de Agamenon Magalhães.
Seu nome consta entre os fundadores do PSD em Pernambuco e por esta legenda elegeu-se suplente do senador Antônio de Novaes Filho em 1947, exercendo o mandato quando o titular foi ministro da Agricultura no Governo Eurico Gaspar Dutra. Candidato a deputado federal em 1950, figurou como suplente e exerceu o mandato sob convocação, mas antes foi nomeado administrador da Rede Ferroviária do Nordeste (antiga Great Western of Brazil Railway). Ao candidatar-se a deputado estadual em 1954, alcançou a terceira suplência.
Seu irmão, Alcedo Coutinho, e seu filho, Joaquim Coutinho, foram deputados federais por Pernambuco.